# Paulo João Sousa
Paulo João Sousa é um cantor e compositor português. É cantor de fado, e de outros estilos musicais portugueses. Em 2010, foi um dos 30 escolhidos de 420 para o Festival da Canção, um dos mais antigos e prestigiados eventos musicais anuais de Portugal.

## Festival RTP da Canção
Em 2010, Paulo João Sousa concorrereu ao Festival RTP da Canção, integrando na lista para a votação on-line, de onde passarão 24 às semifinais.

## Single
- 2010- Pintado a carvão (FRTPC2010)